# Chioninia delalandii
Espèce
Synonymes
- Euprepes delalandii Duméril & Bibron, 1839
- Mabuya delalandii (Duméril & Bibron, 1839)

Statut de conservation UICN

 LC  : Préoccupation mineure
Chioninia delalandii est une espèce de sauriens de la famille des Scincidae.

## Répartition
Cette espèce est endémique des îles du Cap-Vert.

## Étymologie
Cette espèce est nommée en l'honneur de Pierre Antoine Delalande.

## Publication originale
- Duméril & Bibron, 1839 : Erpétologie Générale ou Histoire Naturelle Complète des Reptiles. vol. 5, Roret/Fain et Thunot, Paris, p. 1-871 (texte intégral).